# Flattenberg
Flattenberg ist eine Rotte in der Gemeinde Hartberg Umgebung im Bezirk Hartberg-Fürstenfeld in der Steiermark.

## Geografie
Der Ort befindet sich östlich des Ortsanfangs von Flattendorf auf einer Anhöhe. Am 1. April 2020 umfasste die Rotte 221 Adressen.

## Geschichte
In Folge der Theresianischen Reformen wurde der Ort dem Grazer Kreis unterstellt und nach dem Umbruch 1848 war er bis 1867 dem Amtsbezirk Hartberg zugeteilt.